# Villa San José de Vinchina
Villa San José de Vinchina, ou plus simplement Vinchina, est une ville de la province de La Rioja, en Argentine, et le chef-lieu du département de Vinchina, dans le nord de la province. Elle est située sur les rives du río Vinchina ou Bermejo, à 345 km au nord de la capitale provinciale, par la route nationale 38 et la Route provinciale RP 9. Elle est aussi traversée par la route nationale 76 qui mène au Chili par le paso Pircas Negras.
Dans le ravin de la Troya, se trouvent les « Étoiles Diaguitas », témoignage des cultures précolombiennes qui ont peuplé la région.
La région est caractérisée par la culture de l'olivier et du jojoba.